# Горка (Мегринское сельское поселение)
Горка — деревня в Чагодощенском районе Вологодской области.
Входит в состав Мегринского сельского поселения, с точки зрения административно-территориального деления — в Мегринский сельсовет.
Расстояние по автодороге до районного центра Чагоды — 18,5 км, до центра муниципального образования деревни Мегрино — 0,5 км. Ближайшие населённые пункты — Герасимово, Кочубино, Мегрино.
По переписи 2002 года население — 116 человек (62 мужчины, 54 женщины). Всё население — русские.